# Plantă carnivoră

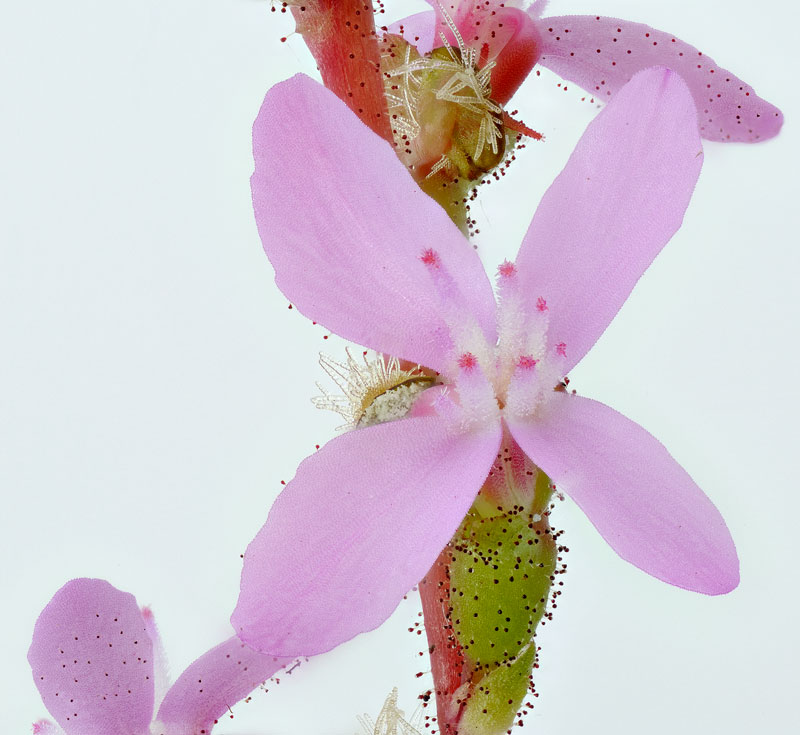
Stylidium graminifolium - plantă carnivoră din Australia

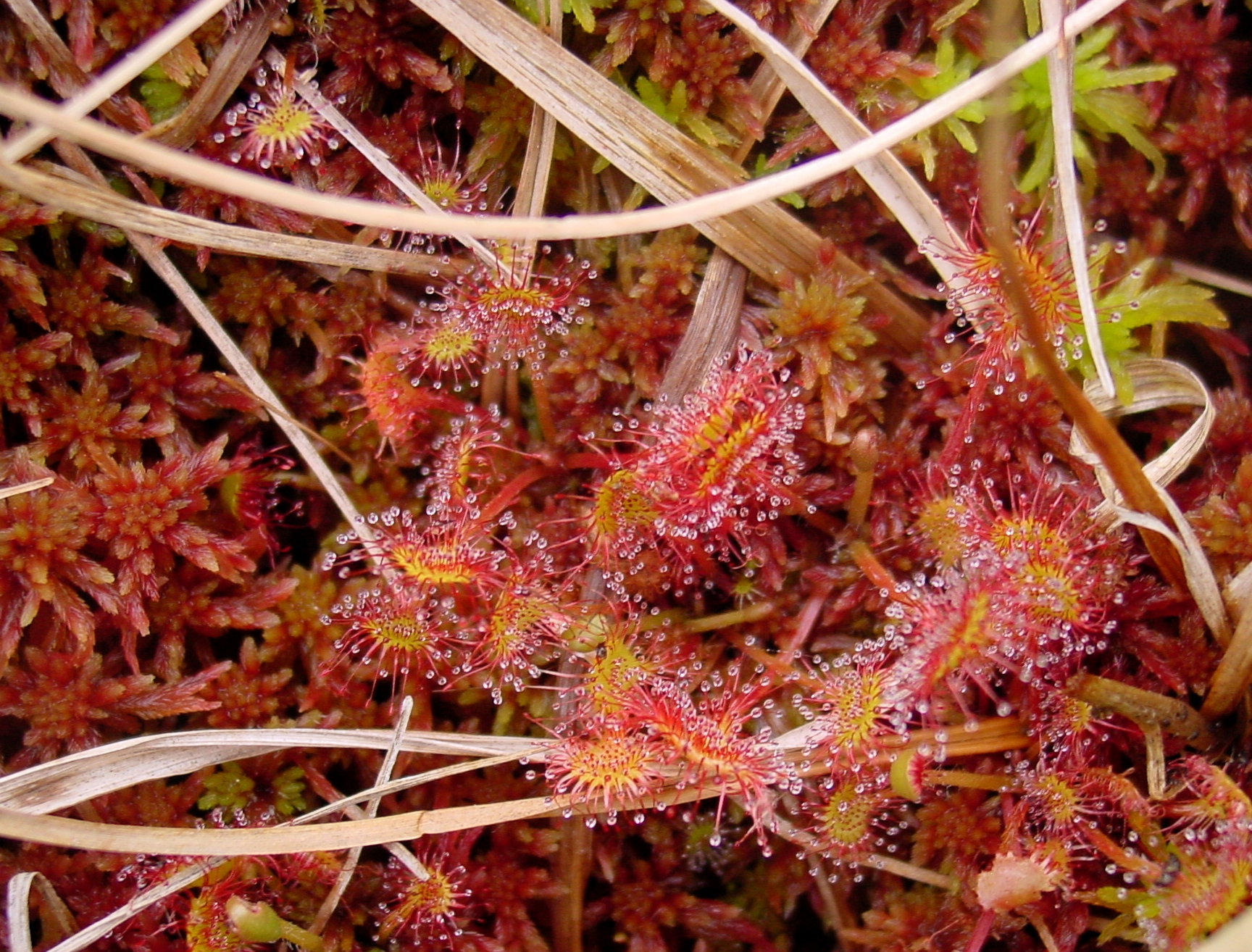
Drosera rotundifolia - una din puținele plante carnivore ce pot fi întâlnite și în România

Plantele carnivore sunt plante care își iau unele sau majoritatea  substanțelor lor nutritive (dar nu energia) prin prinderea și consumul unor animale sau protozoare, de obicei insecte și alte artropode. Plantele carnivore s-au adaptat să crească în locuri unde solul este subțire sau sărac în substanțe nutritive, în special azot, cum ar fi mlaștini acide și aflorimente de rocă.
Charles Darwin a scris în 1875 Insectivorous Plants („Plante insectivore”), primul tratat bine-cunoscut despre plantele carnivore.
Despre adevăratele plante carnivore se crede că au evoluat independent de șase ori în cinci ordine diferite de plante cu flori, acestea fiind acum reprezentate de mai mult de o duzină de genuri. Acestea includ aproximativ 630 de specii care atrag și prind în capcană prada, produc enzime digestive și absorb nutrienții disponibili rezultați. În plus, peste 300 de specii de plante protocarnivore din mai multe genuri prezintă unele caracteristici ale plantelor carnivore, dar nu toate aceste caracteristici.
Mecanisme de captare
Grătarile Heliamphora chimantensis sunt un exemplu de capcane.
Cinci mecanisme de captare de bază se găsesc în plantele carnivore.
Capcanele de capcană (plantele de ulcior) prind capcana într-o frunză rulată care conține o mulțime de enzime digestive sau bacterii.
Capcanele de hârtie foliară folosesc un mucilaj lipicios.
Capcanele de fixare utilizează mișcări rapide ale frunzelor.
Capcanele vezicii se aspiră în pradă cu o vezică care generează un vid intern.
Capcanele de homar, cunoscute și sub numele de capcane de anghilă, forțează prada să se îndrepte către un organ digestiv cu părul orientat spre interior.
Aceste capcane pot fi active sau pasive, în funcție de faptul că mișcarea ajută la capturarea pradei. De exemplu, Triphyophyllum este o hârtie pasivă care secretă mucilagiul, dar ale cărei frunze nu cresc sau nu se mișcă ca răspuns la captura pradelor. Între timp, sundews sunt niște capcane active de hârtie, ale căror frunze suferă o creștere rapidă a acidului, ceea ce reprezintă o expansiune a celulelor individuale, spre deosebire de diviziunea celulară. Creșterea rapidă a acidului permite tentaculelor solare să se îndoaie, ajutând la reținerea și digestia pradei. [10]
```
Tipuri de capcane 
```

Articol principal: Plantă de ulcior
Caracterizate printr-o cameră internă, se consideră că capcanele au evoluat independent de cel puțin șase ori. [5] Această adaptare particulară se găsește în cadrul familiilor Sarraceniaceae (Darlingtonia, Heliamphora, Sarracenia), Nepenthaceae (Nepenthes), Cephalotaceae (Cephalotus) și Eriocaulaceae (Paepalanthus). În cadrul familiei Bromeliaceae, morfologia ulcior și carnivorul au evoluat de două ori (Brocchinia și Catopsis). [5] Deoarece aceste familii nu împărtășesc un strămoș comun, care a avut și morfologia capcanelor, capcanele carnivore sunt un exemplu de evoluție convergentă.
O capcană pasivă, capcanele de capcană atrag prada cu mită de nectar secretată de peristomul și modelarea antocianină strălucitoare în formă de flori în ulcior. Căptușelile majorității plantelor de ulcior sunt acoperite cu o acoperire liberă de fulgi de ceară, care sunt alunecoase pentru insecte, determinându-le să cadă în ulcior. Odată ajunși în structura ulcerului, enzimele digestive sau speciile mutualiste descompun prada într-o formă absorbabilă pentru plantă. [6] [11] Apa poate deveni prinsă în ulcior, făcând un habitat pentru alte flore și faună. Acest tip de „corp de apă” se numește fitotelă.
Mecanisme de captare
Grătarile Heliamphora chimantensis sunt un exemplu de capcane.
Cinci mecanisme de captare de bază se găsesc în plantele carnivore.
Capcanele de capcană (plantele de ulcior) prind capcana într-o frunză rulată care conține un bazin de enzime digestive sau bacterii.
Capcanele de hârtie foliară folosesc un mucilaj lipicios.
Capcanele de fixare utilizează mișcări rapide ale frunzelor.
Capcanele vezicii se aspiră în pradă cu o vezică care generează un vid intern.
Capcanele de homar, cunoscute și sub numele de capcane de anghilă, forțează prada să se deplaseze către un organ digestiv cu părul orientat spre interior.
Aceste capcane pot fi active sau pasive, în funcție de faptul că mișcarea ajută la capturarea pradei. De exemplu, Triphyophyllum este o hârtie pasivă care secretă mucilagiul, dar ale cărei frunze nu cresc sau nu se mișcă ca răspuns la captura pradelor. Între timp, sundews sunt capcane active de hârtie fly, ale căror frunze suferă o creștere rapidă a acidului, ceea ce reprezintă o expansiune a celulelor individuale, spre deosebire de diviziunea celulară. Creșterea rapidă a acidului permite tentaculelor solare să se îndoaie, ajutând la reținerea și digestia pradei. [10]
Trimiteți feedback
Istoric
Salvate
Comunitate